# رای‌دهندگان سیاه‌پوست مهم هستند
رای‌دهندگان سیاه‌پوست مهم هستند (BVM) یک سازمان حقوق رای و توانمندسازی جامعه سازمان ۵۰۱ (سی) آمریکایی است. هدف اعلام شده رای‌دهندگان سیاه‌پوست مهم هستند «افزایش قدرت در جوامع ما» با تمرکز بر ثبت نام رای‌دهندگان، اخذ رای، مخارج مستقل مربوط به انتخابات، و توسعه سازمانی و آموزش برای سایر گروه‌های مردمی است. رای‌دهندگان سیاه‌پوست مهم هستند که توسط فعالان لاتوشا براون و کلیف آلبرایت در سال ۲۰۱۶ تأسیس شد، نقشی کلیدی در انتخاب سناتور داگ جونز از آلاباما در سال ۲۰۱۷،انتخابات سنای ایالات متحده در ۲۰۲۰–۲۱ در جورجیا و انتخابات ویژه سنای ایالات متحده در ۲۰۲۰–۲۱ ایفا کرد

## زمینه
رای‌دهندگان سیاه‌پوست مهم هستند توسط لاتوشا براون و کلیف آلبرایت در سال ۲۰۱۶ تأسیس شد  «برای تمرکز داستان اعضای جامعه که مستقیماً به مسائل مرتبط هستند»  و «برای مشارکت با فعالانی که قبلاً در جوامع محلی تأسیس شده‌اند.»  از نوامبر ۲۰۲۰، این گروه در فلوریدا، کارولینای جنوبی، تنسی، جورجیا، لوئیزیانا، کارولینای شمالی، پنسیلوانیا، آلاباما و می‌سی‌سی‌پی فعالیت می‌کرد. علاوه بر ثبت نام رای‌دهندگان و تلاش برای رای دادن، رای‌دهندگان سیاه‌پوست مهم هستند بر حمایت از سیاست، از جمله گسترش رای‌گیری زودهنگام، مقاومت در برابر قوانین شناسایی رای‌دهندگان و حمایت و تقویت قانون حقوق رای ۱۹۶۵ تمرکز دارد. توسعه سازمانی و آموزش سایر گروه‌های مردمی. و حمایت مالی از فعالیت‌های مربوط به انتخابات. 
این سازمان عموماً در مناطقی متمرکز است که حداقل ۱۵درصد از رای‌دهندگان سیاه‌پوست هستند.

### کمپین داگ جونز
رای‌دهندگان سیاه‌پوست مهم هستند نقش کلیدی در انتخابات ویژه داگ جونز در سال ۲۰۱۷ به سنای ایالات متحده از آلاباما ایفا کرد. جونز اولین دموکراتی بود که از سال ۱۹۹۲ این کرسی را پر کرد، و مشارکت سیاهپوستان در انتخابات به ویژه با ۹۸ درصد از زنان سیاه‌پوست به جونز رای دادند.
در طول و پس از پیروزی جونز، رای‌دهندگان سیاه‌پوست مهم هستند تمرکز خود را به جوامع روستایی سیاه‌پوست در جنوب به جای مناطق شهری معطوف کرد  و به ائتلافی از گروه‌های زنان سیاهپوست پیوست که برای افزایش مشارکت رای‌دهندگان در سال ۲۰۱۸ کار می‌کردند.

## انتخابات ۲۰۲۰–۲۰۲۱ جورجیا
رای‌دهندگان سیاه‌پوست مهم هستند با افزایش مشارکت رای‌دهندگان سیاهپوست در انتخابات ایالتی جورجیا ۲۰۲۰–۲۱، از جمله انتخابات مهم سنای ایالات متحده در سال ۲۰۲۱ که توسط کشیش رافائل وارنوک و جان اوسف برنده شد، اعتبار دارد. 

### اثرات COVID-19
لاتوشا براون، یکی از بنیانگذاران رای‌دهندگان سیاه‌پوست مهم هستند، سالها سازماندهی را به خاطر توانایی سازمان برای عملکرد مؤثر در طول همه‌گیری کووید-۱۹ و چرخه انتخابات ۲۰۲۰ می‌داند. او در سپتامبر ۲۰۲۰ به تایم توضیح داد که اگر رای‌دهندگان سیاه‌پوست مهم هستند در طول سال‌های ۲۰۱۷٬۲۰۱۸ و ۲۰۱۹ با رای‌دهندگان روابط و شناخت ایجاد نمی‌کرد، آنها سعی می‌کردند به رای‌دهندگانی دسترسی پیدا کنند که هرگز نام آنها را نشنیده‌اند یا هیچ نوع اعتمادی با سازمان ایجاد نکرده‌اند و بنابراین می‌خواهند به آن‌ها دسترسی پیدا کنند. تأثیر چندانی بر انتخابات نداشته‌است.
این سازمان همچنین رویدادهای حضوری را با سالن‌های شهر از طریق زوم جایگزین کرد، که چندین بار در هفته برگزار می‌شد و بیش از ۱۰۰۰نفر را جذب می‌کرد.

### تورهای اتوبوس
صندوق رأی‌دهندگان سیاه‌پوست و شرکای آن در چندین تور اتوبوس در سرتاسر جنوب ایالات متحده و ایالت‌های نوسانی برجسته شرکت کرده‌اند تا «رای‌دهندگان را تحریک کنند و سرکوب رای‌دهندگان را متوقف کنند». اولین تور اتوبوس، «جنوب در حال افزایش است»، از مناطق روستایی چهار ایالت بازدید کرد. در سال ۲۰۱۹، بیش از ۲۰ سفر انجام داد   و در سال ۲۰۲۰، تور «ما قدرت گرفتیم» از آلاباما، می‌سی‌سی‌پی، تنسی، کارولینای شمالی و کالیفرنیا بازدید کرد. برنامه‌های اولیه برای سال ۲۰۲۰ گسترده‌تر بودند، اما به دلیل همه‌گیری COVID-19، رای‌دهندگان سیاه‌پوست مهم هستند بسیاری از تماس‌های خود را به سالن‌های شهری مجازی منتقل کرد. یک کد QR بزرگ در کنار اتوبوس نقاشی شده بود تا اطلاعات رای‌دهندگان را بدون نیاز به تماس نزدیک پراکنده کند.
براون تخمین می‌زند که رای‌دهندگان سیاه‌پوست مهم هستند با حداقل ۱۰میلیون رای‌دهنده سیاه‌پوست در طول تورهای اتوبوس چرخه انتخابات ۲۰۲۰تماس داشته‌است.
اتوبوس تور فقط برای انتخابات در سطح ملی و ایالتی کار نمی‌کند. مانند خود رای‌دهندگان سیاه‌پوست مهم هستند، تورها برای انتخابات در سطح محلی در شهرها و شهرستانها برگزار می‌شود. همان‌طور که سازمان دهندگان رای‌دهندگان سیاه‌پوست مهم هستند در مارس ۲۰۲۱ به لس آنجلس تایمز توضیح دادند، کار در سطح محلی آنها را قادر می‌سازد از افرادی حمایت کنند که در نهایت ممکن است به دنبال دفاتر ایالتی و ملی باشند.

## پشتیبانی محلی
رای‌دهندگان سیاه‌پوست مهم هستند فعالانه از زیرساخت‌ها برای سازمان‌های مردمی در جوامع سیاهپوست روستایی حمایت می‌کند که ابتکارات حقوق رای را دنبال می‌کنند،  حمایت مالی، آموزش، توسعه نامزدها و شبکه‌سازی را ارائه می‌کنند. در چرخه انتخابات ۲۰۲۰، رای‌دهندگان سیاه‌پوست مهم هستند از بیش از ۶۰۰ گروه مردمی تحت رهبری سیاهان در ۱۲ ایالت حمایت کرد. از نوامبر ۲۰۲۰، آنها در بیش از ۵۰۰ سازمان اجتماعی تحت رهبری سیاهان سرمایه‌گذاری کرده بودند، و حمایت از حقوق رای را توصیف می‌کنند «به روشی که در مورد قدرت است و نه فقط در مورد مشارکت».

## کمک‌های بشردوستانه
رای‌دهندگان سیاه‌پوست مهم هستند در طول مدت تصدی خود، پروژه های کمک‌های بشردوستانه را در جوامعی که به آنها خدمت می‌کند، آغاز کرده‌است. هنگامی که تعطیلی‌های گسترده به دلیل همه‌گیری کووید-۱۹ در ایالات متحده آغاز شد، صندوق رأی دهندگان سیاه‌پوست یک صندوق COVID-19 تأسیس کرد و کمی کمتر از ۴۰۰۰۰۰دلار برای خدمت به جوامع پرخطر جمع‌آوری کرد و فرمانداران را تحت فشار قرار داد تا قبل از ایمن شدن بازگشایی نشوند. این کار را انجام دهید. پس از قتل جورج فلوید در سال ۲۰۲۰، صندوق BLM بیش از ۲۵۰۰۰۰ دلار به وثیقه افرادی که در اعتراض به قتل و خشونت پلیس در ایالات متحده دستگیر شده بودند، اهدا کرد. پس از بحران برق ۲۰۲۱ تگزاس، این صندوق ۵۰۰۰۰ دلار به صندوق اضطراری آب و برف برای جوامع تگزاس اهدا کرد. نمایه ۲۰۲۰ توسط The 19th توضیح داد که «سازمان نه تنها بر رقابت - ثبت نام و شرکت در هزاران رای‌دهنده - یا حتی روی خود نامزدها، بلکه بر تغذیه نزدیک به ۲۰۰۰۰خانواده، ارائه آزمایش رایگان کروناویروس و ادامه آن تمرکز دارد. برای حمایت از مناطق درگیر در ایالت، خواه در نهایت رای بیاورند یا نه.» 